# Biesboskast
Een Biesboskast (netstation) is een term uit de telecom en elektrotechniek. Het betreft een Nederlandse uitvinding van de Provinciale Noord-Brabantse Electriciteits Maatschappij (PNEM).
Een Biesboskast is een transformatorstation met een minimaal vermogen van 100 kVA, bedoeld voor omzetting van middenspanning (meestal 10 kV) naar laagspanning (230/400 volt). Het bestaat uit een roestvaststalen kast met betonnen voet. Het is een van de kleinste typen netstations en deze zijn nog altijd in gebruik bij Enexis. Ze werden ook gebruikt in het onafhankelijk van de PTT functionerende PNEM-telefoonnet. Om het signaal goed te kunnen doorgeven, bijvoorbeeld op de speciale telefoonlijn TC1 van Geertruidenberg naar 's-Hertogenbosch, moest een telefoonkabel elke 7 kilometer boven de grond komen om het signaal te versterken. Op plaatsen waar geen 10 kV (of groter) transformatorhuisje voorhanden was, kon worden volstaan met het plaatsen van een Biesboskast. Naast een versterker en een laagspanningsrek zat er in elke Biesboskast meestal ook een telefoonaansluiting met toestel, waarmee de monteur rechtstreeks naar de elektriciteitscentrale kon bellen.

## Naamgeving
De Biesboskast dankt zijn naam aan het eerste gebruik van dit type kast in de Biesbosch, vlak bij de Dongecentrale en de Amercentrale.